# Chrysotaenia turpis
Chrysotaenia turpis là một loài bướm đêm trong họ Geometridae.